# Les Confessions de Dan Yack
Pour les articles homonymes, voir Confession (homonymie).
En 1929, Blaise Cendrars (1887-1961) a publié les aventures de son héros Dan Yack en deux volumes successifs, Le Plan de l'Aiguille et Les Confessions de Dan Yack. Il les a réunis en 1946 sous le titre de Dan Yack.

## Description
En 1929, Blaise Cendrars fait paraître Le Plan de l'Aiguille, puis Les Confessions de Dan Yack aux Éditions du Sans Pareil. Le critique Fernand Divoire avait convaincu l'éditeur René Hilsum, un grand ami de Cendrars, que le second roman obtiendrait le prix Goncourt. La bande annonce avait même été imprimée à l'avance, mais le roman n'obtiendra qu'une voix, celle de Roland Dorgelès, le prix revenant à L'Ordre de Marcel Arland.
Sans doute moins connu que L'Or (1925), Moravagine (1926) ou Rhum (1930), Dan Yack est souvent considéré comme le chef-d'œuvre de Cendrars romancier qui, dans le personnage de Dan Yack, a voulu représenter « la transformation profonde de l'homme d'aujourd'hui » dans une modernité qui depuis la Grande Guerre a tout remis en question.
En 1946, il précise ainsi ses intentions :
« Le monde est ma représentation. J’ai voulu dans Dan Yack intérioriser cette vue de l’esprit, ce qui est une conception pessimiste ; puis l’extérioriser, ce qui est une action optimiste. D’où la division en deux parties de mon roman : la première, du dehors au dedans, sujet du Plan de l’Aiguille ; du dedans au dehors, objet des Confessions de Dan Yack, la deuxième. Systole, diastole : les deux pôles de l’existence ; outside-in, inside-out : les deux temps du mouvement mécanique ; contraction, dilatation : la respiration de l’univers, le principe de la vie : l’Homme. Dan Yack, avec ses figures. »

## Éditions
- Le Plan de l'Aiguille, Paris, Au Sans Pareil, 1929 (1er tome des aventures de Dan Yack).
- Les Confessions de Dan Yack, Paris, Au Sans Pareil, 1929 (second tome).
- Dan Yack, Paris, Éditions de la Tour, 1946. Réunion des deux volumes précédents sous un nouveau titre et dans une version revue et remaniée.
- Dan Yack, Paris, Le Club français du livre, 1951 (version de 1946).
- Dan Yack, Paris, Denoël, coll. "Tout autour d'aujourd'hui"", tome 4. Version de 1946 présentée et annotée par Claude Leroy.
- Dan Yack, version de 1946 présentée et annotée par Claude Leroy, Paris, Gallimard, coll. "Folio", 2011.
- Dan Yack, version de 1946, dans Partir, Poèmes, romans, nouvelles, mémoires, édition présentée et annotée par Claude Leroy, Paris, Gallimard, coll. "Quarto", 2011.